# Десмон, Фредерик
Фредерик Десмон (фр. Frédéric Desmons) (14 октября 1832, Бриньон, Гар — 4 января 1910 Париж) — французский кальвинистский священник, масон и политик.

## Биография
Фредерик Десмон родился в 1832 году в Бриньоне, в маленьком городке в департаменте Гар. Учился в колледже городка Алес, в пансионе Лавондэ, в Ниме.
Поступил на богословский факультет в Женеве, городе, который в те времена считался оплотом протестантизма и кальвинизма. Там же он готовится принять пастырское служение. В 1855 году он получил степень доктора богословия.
Вернулся во Францию Фредерик Десмон пастором реформатской церкви, где и служил с 1856 по 1881 годы, в Гаре и Валь-ле-Бене, в Ардеше, и, наконец, в Сен-Женьес-де-Мальгуарес в Гаре, что в нескольких милях от его родного Бриньона.

### В масонстве
Фредерик Десмон вошёл в историю масонства тем, что сумел оказать существенное влияние на голосование в Великом востоке Франции, по итогам которого из конституции ВВФ было удалено обязательное требование о наличии веры у кандидатов в Великого Архитектора Вселенной. Это вызвало раскол с Объединенной великой ложей Англии и большинством великих лож мира. Результатом этого раскола явилось рождение либерального или как его ещё называют — латинского или а-догматического масонства.

#### Начало пути
Фредерик Десмон был посвящён 8 марта 1863 года в ложу «Эхо» Великого востока Франции, основанной в Ниме несколькими годами ранее — в 1857 году. Он получил правильное посвящение в три символических градуса.
В 1867 году Фредерик Десмон покидает свою материнскую ложу, чтобы основать ложу «Saint-Géniès de Malgoirès», отличавшуюся своей ритуальной работой Во имя прогресса.
С 1873 году он вошёл в Совет ордена ВВФ. Он внимательно следил за всеми пожеланиями своей ложи по удалению из конституции ВВФ упоминания о существовании в требованиях к кандидатам веры в Бога и бессмертие души, и неоднократно будет за это требование критиковать «консервативные» послушания.

#### Позиция Десмона
По поводу ландмарки о вере в Бога к представителям лож, Десмон говорит о формулировке статьи 1 Конституции ВВФ 1849 года, которое войдет в историю и получит горячую поддержку большинства досточтимых мастеров. Он в частности неоднократно говорил:
»(…) Мы просим удаления этой формулы, потому что она ставит в неловкое положение досточтимых мастеров и ложи, а также это не менее важно для многих профанов, воодушевленных искренним желанием стать частью нашего большого и благородного общества, которое они, по праву, представляют себе как большую и прогрессивную организацию. Но их неожиданно останавливает этот догматический барьер, который им не позволяет пересечь их совесть.
Мы требуем отмены этой формулы, потому что она кажется совершенно ненужной и чуждой цели масонства. — Если учёное сообщество собирается для рассмотрения научного вопроса, должно ли оно использовать в качестве основы своих законов богословские формулы? — Не должно, не так ли? — Они изучают науку независимо от любой догматической или религиозной идеи. — Не относится ли то же самое к масонству? Разве недостаточно ему собственного обширного поля деятельности, чтобы ступать на землю, которая ему не принадлежит?
Нет. Оставьте богословам обсуждение догм. Пусть авторитарные церкви формулируют догмы в своих проповедях. — Пусть масонство остаётся тем, чем оно должно быть, то есть организацией, открытой для прогресса, для всех нравственных и возвышенных идей, для всех широких и либеральных стремлений (…) "

#### Итоги влияния Десмона
В 1877 году к Великому востоку Франции присоединяются Великий восток Бельгии и Италии, Великая ложа Буэнос-Айреса и Великая ложа Венгрии, принявшие резолюции в поддержку упразднения ландмарки о вере в Бога. С тех пор Великий восток Франции является предметом для остракизма со стороны англо-саксонского масонства.
После заявленной позиции, Фредерик Десмон стал ведущей фигурой и был избран президентом Совета ордена Великого востока Франции пять раз: с 1889 по 1891 год, с 1896 по 1898 год, с 1900 по 1902 год, с 1905 по 1907 год, и 1909 … вплоть до своей смерти в 1910 году.

## В политике
В дополнение к его пастырской и масонской деятельности, Десмон начал в 1877 году местную политическую карьеру, что в 1881 году заставило его подать в отставку со своего пастырского поста во исполнение принципа отделения государства от церкви и других религиозных организаций. С 1881 по 1894 годы он был членом департамента Гар, и сенатором с 1894 по 1909 год, того же департамента.
Он непрерывно переизбирался, пока не занял пост вице-президента, а затем и президента Сената.
28 октября 1886 года он представлял Францию в качестве вице-президента Сената на открытие Статуи Свободы в Нью-Йорке.